# Melithaea rubra
Melithaea rubra is een zachte koraalsoort uit de familie Melithaeidae. De koraalsoort komt uit het geslacht Melithaea. Melithaea rubra werd in 1789 voor het eerst wetenschappelijk beschreven door Esper. 